# Hinrich Wilhelm Kopf

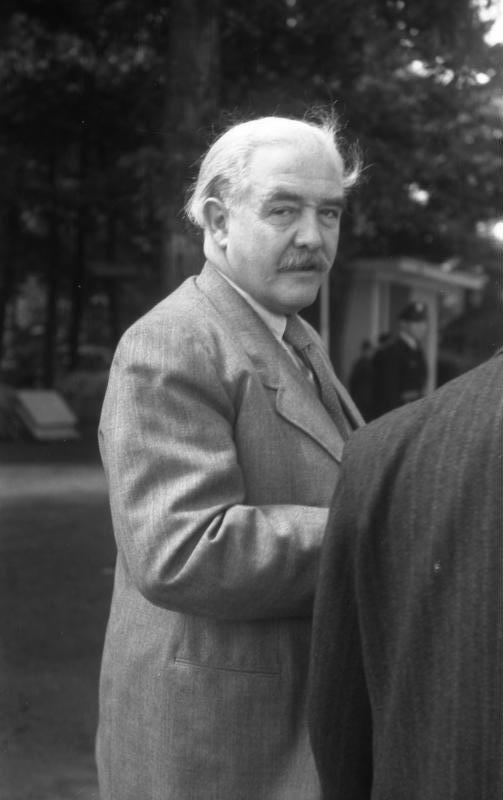
Hinrich Wilhelm Kopf (1948)

Hinrich Wilhelm Kopf (Neuenkirchen, 6 mei 1893 - Göttingen, 21 december 1961) was een Duits politicus van de Sozialdemokratische Partei Deutschlands (SPD). Hij was de eerste minister-president van de deelstaat Nedersaksen.
Kopf brak op 16-jarige leeftijd zijn middelbareschoolopleiding af en emigreerde naar de Verenigde Staten. Na 9 maanden keerde hij terug naar Duitsland en ging naar het gymnasium in Hildesheim. Vanaf 1913 studeerde hij rechten en in Marburg en Göttingen. In 1919 werd hij lid van de SPD en werd persoonlijk referent van de minister van binnenlandse zaken, Eduard David. Tussen 1923 en 1928 werkte hij in het bank- en verzekeringswezen. Van 1928 tot 1932 was hij als eerste sociaaldemocraat Landrat in Hadeln. In 1933 werd hij na de machtsovername door de nazi's ontslagen en werkte als zelfstandige. Tijdens de oorlog was Kopf werkzaam voor de Haupttreuhandstelle Ost in het bezette Polen. In 1948 richtte Polen een uitleveringsverzoek voor Kopf aan de Britse bezettingsautoriteiten, maar dit werd door een Britse militaire rechtbank in Herford afgewezen.
Vanaf mei 1945 was Kopf Oberpräsident van de provincie Hannover en vanaf 1946 de eerste minister-president van het heropgerichte Land Hannover. In 1946 was Kopf zeer nauw betrokken bij de oprichting van de deelstaat Nedersaksen, waarvan hij van 1946 tot 1955 minister-president was. Van 1955 tot 1957 was hij commissaris bij het Hüttenwerk Peine. In 1957 werd hij minister van binnenlandse zaken van Nedersaksen en van 1959 tot zijn overlijden was hij wederom minister-president. In 1953 kreeg hij het Grootkruis van de Orde van Verdienste van de Bondsrepubliek Duitsland.
- Gemeinsame Normdatei: 118565265
- International Standard Name Identifier: 0000 0001 1440 6982
- Library of Congress Control Number: nb2017023285
- SNAC: w61g86vp
- Virtual International Authority File: 30328768
- WorldCat: E39PBJjhCFGKcHmWdXmHwMm8G3